# نیشام
نیشام (به انگلیسی: Neasham) یک روستا و محله مدنی در بریتانیا است که در Darlington واقع شده‌است. نیشام ۳۷۶ نفر جمعیت دارد.